# Zodiac (phim)
Zodiac là một bộ phim thần bí của Mỹ sản xuất năm 2007 của đạo diễn David Fincher và dựa trên tiểu thuyết cùng tên của Robert Graysmith. Hãng phim Paramount Pictures và Warner Bros. cùng với sự tham gia của dàn diễn viên Jake Gyllenhaal, Mark Ruffalo, và Robert Downey, Jr.
Zodiac kể câu chuyện về cuộc săn đuổi một tên giết người hàng loạt khét tiếng được biết đến như "Zodiac" kẻ sát nhân xung quanh vùng San Francisco Bay Area trong suốt cuối những năm 1960 và đầu những năm 1970, sát hại vô số nạn nhân và chế nhạo cảnh sát với những lá thư và ám hiệu được gửi tới các tờ báo. Hắn là trường hợp tên tội phạm nguy hiểm nhất vẫn chưa tìm ra ở San Francisco.
Fincher, nhà viết kịch bản James Vanderbilt, và nhà sản xuất Brad Fischer đã dành 18 tháng để điều khiển những cuộc khảo sát và nghiên cứu của họ vào tên tội phạm Zodiac. Fincher thuê 
Thomson Viper để quay bộ phim, tuy nhiên Zodiac không được quay toàn bộ bằng máy kĩ thuật số; máy quay truyền thống với tốc độ cao cũng được dùng để quay những cảnh hành động chậm.
Đánh giá cho bộ phim được cho là khá khả quan; tuy nhiên, nó không có sức công phá mạnh mẽ tại Bắc Mĩ, doanh thu chỉ đạt 33 triệu đô-la Mĩ. Tại các nơi khác trên thế giới, nó mang về 51 triệu đô-la. Tổng cộng bộ phim đã mang về cho hãng sản xuất 84 triệu đô-la, với khoản chi phí cho bộ phim là 65 triệu đô-la.

## Nội dung phim
Bộ phim bắt đầu vào ngày 4 tháng 7 năm 1969, vào đợt tấn công thứ hai của tên giết người Zodiac, cuộc ám sát bằng súng nhắm vào Darlene Ferrin (Ciara Hughes) và Mike Mageau (Lee Norris tại vùng đất của tình nhân ở Vallejo, California. Mageau sống sót nhưng Ferrin chết vì bị thương.
Một tháng sau, một lá thư từ Zodiac được gửi tới San Francisco Chronicle. Paul Avery (Robert Downey, Jr.) là một phóng viên về tội ácChronicle. Robert Graysmith (Jake Gyllenhaal) là một nhà làm phim hoạt hình chính trị ở đó. Tờ báo nhận được một lá thư đã bị mã hóa được tên sát nhân gửi tới, chế nhạo cảnh sát.